# Oemarasi
Oemarasi ist ein osttimoresischer Ort im Suco Sanirin (Verwaltungsamt Balibo, Gemeinde Bobonaro). Er liegt in einer Meereshöhe von 49 m im südlichen Zentrum der Aldeia Subaleco. Das Dorf dehnt sich entlang einer Straße aus, die im Ort Subaleco von der Überlandstraße von Batugade zur Landeshauptstadt Dili nach Süden abzweigt. Die Straße endet in einem Tal, das nur nach Westen hin offen ist. Im Norden liegt der Foho Manuak (08° 54′ S, 125° 02′ O), ein Berg mit 194 m Höhe.